# Mitsuzawa-shimocho (métro de Yokohama)
Mitsuzawa-shimocho (三ツ沢下町駅, Mitsuzawa-shimochō-eki) est une station du métro de Yokohama au Japon. Elle est située dans l'arrondissement de Kanagawa à Yokohama.

## Situation ferroviaire
La station est située au point kilométrique (PK) 23,9 de la ligne bleue du métro de Yokohama.

## Histoire
La station a été inaugurée le 14 mars 1985.

## Service des voyageurs

### Accueil
La station est ouverte tous les jours.

### Desserte
- Ligne bleue :
  - voie 1 : direction Shonandai
  - voie 2 : direction Azamino